# Eric Wilson (bajista)
Eric Wilson (21 de febrero de 1970) es un músico estadounidense que fue el bajista de la banda Sublime desde 1988 hasta 1996. Tras la trágica muerte de Bradley Nowell en 1996, Eric y Bud Gaught formaron una banda llamada Long Beach Dub Allstars en la que estuvieron desde 1997 hasta 2002.

## Historia
Wilson y Gaught se conocieron en 1979 y empezaron a tocar juntos en una banda de punk llamada The Juice Bros, posteriormente, formaron la banda Sublime con Bradley Nowell como cantante. Con Sublime, sacaron 3 álbumes que fueron, 40.oz to freedom, Robbin the hood y Sublime, siendo el resto álbumes recopilatorios y bootlegs.
The Long Beach Dub Allstars fue una banda de dub reggae / ska / rock formada en 1997 y disuelta en 2002.
Eric Wilson y Bud Gaugh se conocieron en la infancia (en 1979) y más tarde comenzaron su primera banda de punk de garaje, (Juice Bros.) que consiste en batería, bajo y voces. Más tarde formaron Sublime con Brad Nowell. Long Beach Dub Allstars (LBDAS para abreviar) se fundó después de que Brad murió en 1996 de una sobredosis de heroína (colaboradores frecuentes de Sublime, entre ellos Michael "Miguel" Happoldt, Todd Foreman y "Field" Marshall Goodman también son miembros de la banda).
Eric Wilson dice: "Nunca reemplazaremos la grandeza que Sublime hizo o lo que Brad ha hecho". La banda originalmente era de 10 miembros y grabaron su grabación debut llamada Right Back, que poco después de completarse en 1999 vio la salida de tres miembros. Su segundo álbum, Wonders of the World fue grabado y lanzado en 2001. Presentó "Sunny Hours" con will.i.am de Black Eyed Peas.
En 2002 empezaron a surgir rumores de que la banda había desaparecido. Al parecer, la banda había hecho un voto libre de drogas y algunos de los miembros de la banda habían roto este voto, lo que hizo que Bud Gaugh renunciara y se uniera a Eyes Adrift con Krist Novoselic de Nirvana y Curt Kirkwood de Meat Puppets. Gaugh también estaba tocando con Kirkwood y Michael Happoldt en la banda Volcano. [1]
Eric Wilson, Trey Pangborn y RAS-1 formaron Long Beach Shortbus con el ex Slightly Stoopid y el baterista temporal Sublime, Kelly Vargas (luego reemplazado por Damion Ramirez). Jack Maness y Opie Ortiz formaron Dubcat, con miembros de Hepcat. Shortbus ha tenido un poco más de éxito que Dubcat, aunque este último aún no ha lanzado un álbum.
Su canción para sentirse bien "Sunny Hours" se usó como la canción principal de la comedia Joey.

## Discografía

### Sublime
- Jah Won't Pay the Bills (1991)
- 40 Oz. to Freedom (1992)
- Robbin' the Hood (1994)
- Sublime (1996)
- Second Hand Smoke (1997)
- Stand by Your Van (1998)
- Sublime Acoustic: Bradley Nowell & Friends (1998)
- Everything Under the Sun: Rarities (2006)

## Long Beach Dub All-Stars
- Right Back (1999)
- Wonders of the World (2001)

- Datos: Q2883292
- Multimedia: Eric Wilson (bassist) / Q2883292